# Bandyligan 1992/1993
Bandyligan 1992/1993 spelades som dubbelserie, följd av slutspel.

## Grundserien
| Lag                    | Spelade | Vinster | Oavgjorda | Förluster | Målskillnad | Poäng |
| ---------------------- | ------- | ------- | --------- | --------- | ----------- | ----- |
| Warkauden Pallo -35    | 18      | 14      | 2         | 2         | 147-47      | 30    |
| Botnia-69, Helsingfors | 18      | 14      | 0         | 4         | 152-79      | 28    |
| Lappeenrannan Veiterä  | 18      | 12      | 4         | 2         | 112-70      | 28    |
| OPS                    | 18      | 7       | 5         | 6         | 98-102      | 19    |
| OLS                    | 18      | 7       | 5         | 6         | 96-102      | 19    |
| Porvoon Akilles        | 18      | 8       | 2         | 8         | 86-101      | 18    |
| IFK Helsingfors        | 18      | 6       | 3         | 9         | 78-92       | 15    |
| Veitsiluodon Vastus    | 18      | 6       | 1         | 11        | 87-111      | 13    |
| ToPV                   | 18      | 3       | 0         | 15        | 60-141      | 6     |
| Porin Narukerä         | 18      | 2       | 0         | 16        | 73-144      | 4     |

Lag 1-4 till slutspel. Narukerä och ToPV åkte ur serien. Nykomlingar blev PaSa Bandy Imatralta och Jyväskylän Seudun Palloseura.

## Semifinaler
| Lag 1                 | Resultat | Lag 2               | Match 1 | Match 2 |
| --------------------- | -------- | ------------------- | ------- | ------- |
| OPS                   | 6-19     | Warkauden Pallo -35 | -       | -       |
| Lappeenrannan Veiterä | 8–15     | Botnia-69           | -       | -       |

## Match om tredje pris
| Lag 1                 | Resultat | Lag 2 |
| --------------------- | -------- | ----- |
| Lappeenrannan Veiterä | 8-5      | OPS   |

## Final
| Lag 1     | Resultat | Lag 2               |
| --------- | -------- | ------------------- |
| Botnia-69 | 2-3      | Warkauden Pallo -35 |

## Slutställning
| Placering | Lag                   |
| --------- | --------------------- |
| 1.        | Warkauden Pallo -35   |
| 2.        | Botnia-69             |
| 3.        | Lappeenrannan Veiterä |
| 4.        | OPS                   |

Marko Kilpeläinen, OPS blev med 47 mål och 62 poäng, såväl mål- som poängkung.

### Fotnoter
1. ↑  ”Maalikuningas ja pistepörssin voittaja kautta aikojen” (på finska) (Rich Text Format). Finlands bandyförbund. http://www.finbandy.fi/maalit%20ja%20pisteet.rtf.